# 閃瓦魯月
閃瓦魯月(شوال)，是伊斯兰历第十個月，該月名字意為「尾月」，因为古时新生的骆驼在本月首次扬尾。本月一日是开斋节，以慶祝齋戒月的結束。